# Цвингер, Яков Яковлевич
Яков Яковлевич Цвингер (1915 год, село Майдорф, Саратовская губерния, Российская империя — 1999 год, Костанайская область, Казахстан) — председатель колхоза имени Энгельса, Герой Социалистического Труда (1966).

## Биография
Родился в 1915 году в немецкой крестьянской семье в селе Майдорф Саратовской губернии. В 20-е годы XX столетия вместе с семьё переехал в Киргизскую АССР. В 1929 году в возрасте 14 лет вступил в колхоз «Первое мая». Первоначально трудился рядовым колхозником. В 1933 году окончил курсы трактористов. Возглавлял тракторную бригаду. В 1935 году был назначен председателем колхоза «Первое мая». Позднее был председателем колхоза «Власть Советов» Кулундинского района. В 1935 году был призван в Красную Армию, где окончил школу младших командиров. Участвовал в Великой Отечественной войне. Был военным переводчиком. После демобилизации возвратился в Казахскую ССР и проживал в Кустанайской области. В 1947 году был назначен председателем колхоза имени Энгельса Кустанайской области.
Во время его руководства колхозом имени Энгельса поголовье крупного скота возросло с 37 коров и 27 свиноматок в 1947 году до 2794 голов крупного скота, 3400 свиней и более 250 лошадей в 1966 году. В этом же году колхоз имени Энгельса сдал государству более 3000 центнеров мяса и 13370 центнеров молока. За эффективное управление колхозом был удостоен в 1966 году звания Героя Социалистического Труда.

## Награды
- Герой Социалистического Труда — указом Президиума Верховного Совета СССР от 22 марта 1966 года;
- Орден Ленина (1966).